# Rivière La Maria
La rivière La Maria est un tributaire de la rivière aux Chutes (réservoir Pipmuacan) (versant du réservoir Pipmuacan et de la rivière Betsiamites), coulant sur la rive Nord-Ouest du fleuve Saint-Laurent, dans le territoire non organisé Mont-Valin, dans la municipalité régionale de comté (MRC) de Le Fjord-du-Saguenay, dans la région administrative de la Saguenay-Lac-Saint-Jean, dans la Province de Québec, au Canada.
La vallée de la rivière La Maria est desservie par la route forestière R0201 (sens Nord-Sud), surtout pour les besoins de la foresterie et des activités récréotouristiques. Quelques autres routes forestières secondaires desservent le territoire,,.
La foresterie constitue la principale activité économique du secteur ; les activités récréotouristique, en second.
La surface de la rivière La Maria habituellement gelée de la fin novembre au début avril, toutefois la circulation sécuritaire sur la glace se fait généralement de la mi-décembre à la fin mars.

## Géographie
Les principaux bassins versants voisins de la rivière La Maria sont : 
- Côté Nord : lac Rond, lac La Sorbière, rivière La Sorbie, rivière aux Chutes, réservoir Pipmuacan, rivière Betsiamites ;
- Côté Est : Rivière aux Sables, réservoir Pipmuacan, rivière Betsiamites, rivière à Paul, rivière Andrieux ;
- Côté Sud : Rivière Jérémy, rivière François-Paradis, rivière aux Castors ;
- Côté Ouest : Rivière Vénus, lac Rouvray, lac Pamouscachiou, rivière Shipshaw, réservoir Pipmuacan[2].

La rivière La Maria prend sa source à l’embouchure du lac Maria-Chapdelaine (longueur : 7,1 km ; altitude : 517 m), en zone forestière. Ce lac reçoit du côté Sud les eaux de la rivière Jérémy, de la rivière François-Paradis et d’une décharge d’un ensemble de lacs.
À partir de l’embouchure du lac Maria-Chapdelaine, le cours de la rivière La Maria coule sur 7,4 km vers le Nord-Ouest (sans dénivelé) en recueillant les eaux de la rivière Jérémy (venant du Nord-Ouest) et de la rivière Vénus (venant du Nord-Ouest), jusqu’à la rive Sud d’une petite baie du Lac Rond.
L'embouchure de la rivière La Maria se déverse sur la rive Sud au fond d’une baie du Lac Rond dans le territoire non organisé de Mont-Valin. Cette confluence de la rivière La Maria située à : 
- 7,1 km à l’Est du lac Rouvray ;
- 19,9 km au Sud-Est de l’embouchure de la rivière aux Chutes ;
- 24,0 km à l’Est du barrage à l’embouchure du lac Pamouscachiou ;
- 65,7 km au Sud-Ouest de la centrale Bersimis-1 du Sud-Est du réservoir Pipmuacan ;
- 80,8 km au Sud-Ouest du centre du village de Labrieville ;
- 128,6 km à l’Ouest du centre-ville de Forestville ;
- 148,8 km à l’Ouest de l’embouchure de la rivière Betsiamites[2],[5].

À partir de l’embouchure de la rivière La Maria, le courant coule sur 22,3 km généralement vers le Nord-Est pour aller se déverser sur la rive Sud du réservoir Pipmuacan, en traversant le lac Rond sur 3,5 km, suivant le cours de la rivière La Sorbie sur 2,7 km, traversant le lac La Sorbière sur 9,7 km et finalement suivant le cours de la rivière aux Chutes sur 6,4 km.

## Toponymie
La rivière La Maria constitue un diminutif de familiarisation de lac Maria-Chapdelaine. L'article « La » en s’avère un accent d'insistance. Les deux noms « Rivière La Maria » et « Rivière La Sorbie », utilisés depuis 1990 ou avant, constituent un duo désignant deux entités se succédant d'amont en aval, à l'entrée et à la sortie du lac Rond, pour relier le lac Maria-Chapdelaine et le lac La Sorbière. Le toponyme a été officialisé le 16 août 1996 à la Banque des noms de lieux de la Commission de toponymie du Québec.